# Justine Joli
Justine Joli (Saint Louis, 16 luglio 1980) è un'ex attrice pornografica statunitense.

## Infanzia e adolescenza
Justine Joli è cresciuta a Saint Louis, Missouri, dividendo le sue estati tra una fattoria a Hannibal (Missouri) e Crested Butte (Colorado). Ha praticato danza dai 3 ai 15 anni, e nella tarda adolescenza si è trasferita a Los Angeles con sua madre.

## Carriera
Nel 2000 la Joli lavorava nella "Glendale Galleria" quando fu notata dal regista pornografico Kris Kramski e costui le chiese se era interessata a fare la modella. La Joli sostenne che le intenzioni di Kramski furono quelle di portarla ad avere un rapporto a tre con lui e la sua ragazza, ma lei era solo interessata alla ragazza. Il rapporto di lavoro con Kramski non terminò, ma quest'ultimo diffuse le foto della sua audizione al talent scout Roy Gracia che immediatamente le trovò lavoro nella moda per adulti e nel cinema pornografico. Le sue prime foto furono scattate da Stephen Hicks.
La Joli ha ammesso che sua madre ha guidato l'auto per accompagnarla alle audizioni ed al lavoro per i primi sei mesi della sua carriera perché ha rivelato "ero terrorizzata a guidare fin lì". Agli inizi della carriera ha lavorato molto per le riviste maschili, apparendo in molti numeri di Penthouse e Hustler, essendo scattata sei giorni alla settimana per sei mesi. È apparsa sulla copertina di marzo 2002 di Hustler ed è stata la Penthouse Pet of the month del mese di settembre 2007.
È stata anche una popolare modella web con le sue apparizioni su siti come ALS Scan, Matt's Models e Danni's Hard Drive. Il suo primo film pornografico è stato col regista Andrew Blake. Durante i suoi primi anni di carriera nel cinema pornografico è apparsa maggiormente coi nomi Swan e Hope, mentre nei film di Andrew Blake appariva semplicemente come Justine.
Alla fine adottò il nome d'arte Justin Joli: "Joli" era il nome che aveva per uno dei suoi vecchi amanti e significa "carina" in francese, mentre "Justine" deriva dalla sua ossessione per un personaggio ideato dal Marchese de Sade, Justine. Nei primi lavori, col nome Svan, appariva tipicamente con i capelli biondi, aveva un'aria da studentessa, era poco truccata e spesso indossava gli occhiali. In seguito, col nome Justine o Justine Joli, aveva i capelli rossi, un look alla moda ed era maggiormente truccata.
La Joli si descrive una bisessuale (con una preferenza di "60/40", rispettivamente verso gli uomini e le donne)
 nella vita privata ed è particolarmente nota come attrice dai ruoli lesbo nel cinema pornografico. A partire dal 2007 non ha eseguito scene di genere etero affermando "non mi sento a mio agio nel girare scene di sesso con uomini". Comunque, durante i suoi primi anni di carriera, ha esplicitamente realizzato dei photoset eterosessuali col fotografo pornografico Peter Romeo per il sito web POV Porn. È apparsa anche da sola in molti film o photoset, interpretando i generi glamour, fetish e solo. Ha anche eseguito alcune scene di BDSM e, per quanto riguarda la sua vita privata, si è descritta come una al quale piace essere sottomessa.
Dal 2007, pur non avendo vinto alcun AVN Award, ha ricevuto nomination in molte occasioni - quattro per "Best All-Girl Sex Scene – Video" (2003, 2005, 2006, 2007 con Sarah Blake), tre per "Best Tease Performance" (2003, 2004, 2006), ed una per "Best Solo Sex Scene" (2007). La Joli è apparsa due volte al The Howard Stern Show e tre volte al The Opie and Anthony Show. È anche apparsa (insieme alle pornostar Charlotte Stokely, Charmane Star, Erika Vution, e Stacey Adams) nella parodia blaxploitation dal titolo Black Dynamite. È stata protagonista del calendario 2010 Nerdcore Horror.
Alla Joli è stata assegnata la parte della quarta moglie di Caligola, Milonia Cesonia, in Caligula Maximus, una produzione teatrale Off Broadway programmata per andare in scena nei mesi di marzo ed aprile 2010 al New York's Ellen Stewart Theatre (La MaMa E.T.C.). Si è guadagnata tale ruolo dopo aver lavorato come ballerina in un teatro di New York gestito da Randy Weiner, il co-produttore e co-scrittore.

## Vita privata
Justine Joli si descrive come una geek, con la passione per gli anime, i cartoni e la fantascienza. Pratica anche sport nudisti, come il bungee jumping e il rafting per nudi. È stata romanticamente impegnata col regista pornografico DCypher per molti anni.

## Filmografia
- Personal Trainer Sluts (2000)
- All The Rave (2001)
- ALS Scan 31 (2001)
- Barely Legal 12 (2001)
- Barely Legal in the City (2001)
- Cockless 8 (2001)
- Cockless 9 (2001)
- Exhibitionists (2001)
- Girlfriends (2001)
- Girls School 2 (2001)
- Panty World 13 (2001)
- PPV-631: Juliana Kincade & Swan (2001)
- Private Performance 154: Swan (2001)
- Real Female Masturbation 12 (2001)
- Real Naturals 10 (2001)
- Real Naturals 12 (2001)
- Real Sex Magazine 40 (2001)
- Touch And Feety 4 (2001)
- Adriana (2002)
- ALS Scan 42 (2002)
- Good Girl Bad Girl (II) (2002)
- Justine (2002)
- Porn 'o Plenty 9 (2002)
- PPV-637: Swan Party Video (2002)
- PPV-642: Swan Pantyhose (2002)
- PPV-644: Teens In Tights 4 (2002)
- Private Performance 199: Swan's Smokin' Return (2002)
- Rub The Muff 3 (2002)
- Solo Debutantes (2002)
- Valley Cheerleader Sorority 3 (2002)
- Villa (2002)
- 100% Masturbations 4 (2003)
- Barely Legal Summer Camp 1 (2003)
- Carnival Sluts And Circus Dicks (2003)
- Desires of a Dominatrix 3 (2003)
- Deviant Behavior (2003)
- Dirtier Debutantes 2 (2003)
- Fem Bella (2003)
- Girls On Parade (2003)
- Hard Edge (2003)
- I Love Lesbians 12 (2003)
- In the Garden of Shadows 1: Anais (2003)
- Jack's Playground 1 (2003)
- Leatherbound Dykes From Hell 22 (2003)
- Nina Hartley's Private Sessions 5 (2003)
- Nina Hartley's Private Sessions 6 (2003)
- No Man's Land Director's Choice (2003)
- Passion For Payne (2003)
- Pin-ups (2003)
- Young Girls' Fantasies 2 (2003)
- Alien Love Fantasy (2004)
- All You Need is Luv (2004)
- Angel Plush (2004)
- Barely Legal 50 (2004)
- Barely Legal All Stars 1 (2004)
- Barely Legal Summer Camp 2 (2004)
- Becoming Georgia Adair 2 (2004)
- By Invitation Only (2004)
- Close-up 2 (2004)
- Club Inferno (2004)
- Dark Side (2004)
- Dominatrix Desires (2004)
- Extreme Behavior 5 (2004)
- Feel the Heat (2004)
- Flirts (2004)
- Girl on Girl 1 (2004)
- Kane's World: The Best of Kimberly Kane (2004)
- Killer Sex and Suicide Blondes (2004)
- L'affaire (2004)
- Magic Sex Genie (2004)
- Marty Zion's Perfection (2004)
- Meridians Of Passion (2004)
- Misbehaving Maid (2004)
- Muff 1 (2004)
- Mystified 3: The Sorceress (2004)
- Nina Hartley's Private Sessions 12 (2004)
- Nina Hartley's Private Sessions 13 (2004)
- Nina Hartley's Private Sessions 14 (2004)
- No Man's Land 38 (2004)
- Payback (2004)
- Soloerotica 4 (2004)
- Soloerotica 5 (2004)
- Space 2077 (2004)
- Stocking Secrets 9 (2004)
- Stocking Strippers Spanked 3 (2004)
- Story Of J (2004)
- Welcome to the Valley 1 (2004)
- Welcome to the Valley 5 (2004)
- Are We in Love (2005)
- Beautiful Lies (2005)
- Best of Cameltoe Perversions (2005)
- Blue Erotica (2005)
- Body Language (2005)
- Coyote Nasty (2005)
- Exposed: Featuring Justine (2005)
- Fashion Models Gone Bad 1 (2005)
- Girlfriends (2005)
- Hypnotik Illusions (2005)
- Justine's Red Letters (2005)
- Kill Girl Kill 2 (2005)
- Matrix Nudes 3 (2005)
- Nina Hartley's Private Sessions 17 (2005)
- Nina Hartley's Private Sessions 18 (2005)
- Nina Hartley's Private Sessions 19 (2005)
- Polarity (2005)
- Prisoner (2005)
- Sex University (2005)
- Soloerotica 6 (2005)
- Wank On Me (2005)
- Wild in Vegas (2005)
- All About Keri (2006)
- Alpha 15: Reform School Girls (2006)
- Atomic Vixens (2006)
- Buffy Malibu's Nasty Girls 33 (2006)
- Chicks Gone Wild 1 (2006)
- Fem L'Amour (2006)
- Janine Loves Jenna (2006)
- Luscious Latex 2 (2006)
- McKenzie Loves Pain (2006)
- My Secret Life (2006)
- Neu Wave Hookers (2006)
- Nina Hartley's Private Sessions 20 (2006)
- O: The Power of Submission (2006)
- Pussy Worship 2 (2006)
- Rubber Ranch (2006)
- Soloerotica 7 (2006)
- Tiny Tit Lesbos (2006)
- Tristan Taormino's House of Ass (2006)
- Yours Truly (2006)
- By Appointment Only 5 (2007)
- By Appointment Only 6 (2007)
- Corrupted by Justine Joli (2007)
- Dirty Pretty Lies (2007)
- Drive (2007)
- Happy? (2007)
- In Deep (2007)
- Intimate Invitation 9 (2007)
- Jenna Haze's Girl Diaries (2007)
- Lesbian Starlets (2007)
- Man's Ruin (2007)
- Meet Heather (2007)
- Melt (2007)
- Nina Hartley's Guide to Sex for the Bi-Curious Woman (2007)
- Nina Hartley's Guide to Stripping for Your Partner (2007)
- Nowhere Angels (2007)
- Pipe Dreams (II) (2007)
- Predator 1 (2007)
- Rapture in Blue (2007)
- Saturday Night Beaver (2007)
- Shameless (2007)
- Strippers Need Love Too (2007)
- Toys and Strap-Ons (2007)
- Tristan Taormino's Expert Guide to Oral Sex 1: Cunnilingus (2007)
- White Water Shafting (2007)
- Burn (2008)
- Erotic Blends (2008)
- Exposed: Featuring Jana Cova (2008)
- House of Jordan 2 (2008)
- Intimate Invitation 10 (2008)
- Intimate Invitation 11 (2008)
- Naughty Nymphs (2008)
- Red Hotz (2008)
- Sinful Angels (2008)
- Sweet Spot (2008)
- Who's Killing the Pets (2008)
- All About Me 4 (2009)
- By Appointment Only 9 (2009)
- Dangerous Dykes (2009)
- Fem Luminoso (2009)
- Intimate Invitation 12 (2009)
- Ninn Wars 1 (2009)
- Sex in Dangerous Places (2009)
- When Ginger Met Nina: Girls' Night Out (2009)
- Women Seeking Women 57 (2009)
- American Made: Alexis Ford (2010)
- Lost (2010)
- Nina Loves Girls 2 (2010)
- Perfect Secretary: Training Day (2010)
- River Rock Women's Prison (2010)
- Taxi 1 (2010)
- Teagan Takes Control (2010)
- Adam And Eve's Guide to Bondage (2011)
- Boundaries 7 (2011)
- Five Stars 2 (2011)
- Taxi 2 (2011)
- ElectroSluts 23595 (2012)
- ElectroSluts 26337 (2012)
- ElectroSluts 28010 (2012)
- Foot Worship 24307 (2012)
- Kayden's Greatest Hits (2012)
- Pussy Eating Pros (2012)
- Truth About O (2012)
- ElectroSluts 28011 (2013)
- ElectroSluts 28012 (2013)
- ElectroSluts 28013 (2013)
- Erotic Blends 2 (2013)
- Fluid (2013)
- Lesbian Office Seductions 9 (2013)
- Shades of Pink (2013)